# خوان لوئیس مونترو
خوان لوئیس مونترو (انگلیسی: Juan-Luis Montero؛ زادهٔ ۲۸ آوریل ۱۹۷۱) بازیکن فوتبال سابق و مربی فوتبال اهل فرانسه است که در پست مدافع بازی می‌کرد.
از باشگاه‌هایی که در آن بازی کرده‌است می‌توان به باشگاه فوتبال کلرمون فوت، باشگاه فوتبال گنگام، باشگاه فوتبال تروا، باشگاه فوتبال سدان، و باشگاه فوتبال لوریان اشاره کرد.